# Tracunhaém
Tracunhaém este un oraș în Pernambuco (PE), Brazilia.